# Chruślanki Józefowskie
Chruślanki Józefowskie – wieś w Polsce położona w województwie lubelskim, w powiecie opolskim, w gminie Józefów nad Wisłą.
W latach 1975–1998 miejscowość administracyjnie należała do ówczesnego województwa lubelskiego.
Wieś jest sołectwem w gminie Józefów nad Wisłą. Według Narodowego Spisu Powszechnego z roku 2011 wieś liczyła 368 mieszkańców.

## Historia
Chruślanki Józefowskie i Mazanowskie w wieku XIX wsie w powiecie nowoaleksandryjskim, gminie Józefów, parafii Prawno. Był tu młyn i tartak wodny. Według spisu z roku 1827  Chruślanki Józefowskie liczyły 3 domy i 21 mieszkańców, Chruślanki Mazanowskie zaś 25 domów i 178 mieszkańców.
W Chruślankach Józefowskich znajduje się cmentarz wojenny z okresu I wojny Światowej na którym spoczywają  żołnierze z 13, 16 i 25 Pułków Obrony Krajowej (Landstrum), 219 i 220 Rezerwowych Pułków  Strzelców (4 Armia Austriacka i Grupa Operacyjna gen. Kummera von Falkanfeld) oraz Niemcy z 19 Rezerwowego Batalionu Strzelców.